# BAFTA 2007
O British Academy Television Awards de 2007 foi realizado no domingo, 20 de maio de 2007, no London Palladium, em Londres. Foram transmitidos ao vivo pela BBC One no Reino Unido. As indicações foram anunciadas em 11 de abril.

## Vencedores e indicados
Vencedores em negrito.
- Melhor Ator
  - Jim Broadbent — Longford (Channel 4)
  - Andy Serkis — Longford (Channel 4)
  - Michael Sheen — Kenneth Williams: Fantabulosa! (BBC Four)
  - John Simm — Life on Mars (BBC One)
- Melhor Atriz
  - Victoria Wood — Housewife, 49 (ITV)
  - Anne-Marie Duff — A Rainha Virgem (BBC One)
  - Samantha Morton — Longford (Channel 4)
  - Ruth Wilson — Jane Eyre (BBC One)
- Melhor Performance de Comédia
  - Ricky Gervais — Extras (BBC Two)
  - Dawn French — The Vicar of Dibley (BBC One)
  - Stephen Merchant — Extras (BBC Two)
  - Liz Smith — The Royle Family: Queen of Sheba (BBC One)
- Melhor Programa de Comédia
  - That Mitchell and Webb Look (BBC Two) 
  - Little Miss Jocelyn (BBC Three)
  - The Catherine Tate Show (BBC Two)
  - Little Britain Abroad (BBC One)
- Melhor Novela ou Drama Continuado
  - Casualty (BBC One)
  - Coronation Street (ITV)
  - EastEnders (BBC One)
  - Emmerdale (ITV)
- Melhor Minissérie
  - See No Evil: The Moors Murders (ITV)
  - Low Winter Sun (Channel 4)
  - A Principal Evidência: O Ato Final (ITV)
  - A Rainha Virgem (Channel 4)
- Melhor Série Dramática
  - The Street (BBC)
  - Life on Mars (BBC One)
  - Sugar Rush (Channel 4)
  - Shameless (Channel 4)
- Melhor Performance de Entretenimento
  - Jonathan Ross — Friday Night with Jonathan Ross (BBC One)
  - Stephen Fry — QI (BBC Two)
  - Anthony McPartlin & Declan Donnelly — Ant & Dec's Saturday Night Takeaway (ITV)
  - Paul Merton — Have I Got News for You (BBC One)
- Melhor Programa de Entretenimento
  - The X Factor (ITV)
  - Dancing on Ice (ITV)
  - Derren Brown: The Heist (Channel 4)
  - How Do You Solve a Problem like Maria? (BBC One)
- Melhor Série Factual
  - Ross Kemp on Gangs (Sky One)
  - Stephen Fry: The Secret Life of the Manic Depressive (BBC Two)
  - Tribe (BBC Two)
  - Who Do You Think You Are? (BBC)
- Melhor Participação
  - The Choir (BBC Two)
  - The Apprentice (BBC)
  - Dragons' Den (BBC Two)
  - The F-Word (Channel 4)
- Melhor Cobertura Jornalística
  - Granada Reports — Baía de Morecambe (ITV)
  - BBC Ten O'Clock News — Aeronave transatlântica de 2006
  - Channel 4 News — Notícias do Irã
  - ITV Evening News — Conflito Israel-Líbano
- Melhor Documentário
  - Evicted (BBC One)
  - Breaking Up with the Joneses (Channel 4)
  - 9/11: O Homem em Queda (Channel 4)
  - Rain in My Heart (BBC Two)
- Melhor Telefilme
  - Housewife, 49 (ITV)
  - Kenneth Williams: Fantabulosa! (BBC Four)
  - Longford (Channel 4)
  - The Road To Guantanamo (Channel 4)
- Melhor Sitcom
  - The Royle Family (BBC)
  - Green Wing (Channel 4)
  - The IT Crowd (Channel 4)
  - Pulling (BBC Three)
- Melhor Especialista em Fatos
  - Nuremberg: Goering's Last Stand (Channel 4)
  - Planet Earth (BBC)
  - Munich: Mossad's Revenge (Channel 4)
  - Simon Schama's Power of Art (BBC Two)
- Melhor Esporte
  - F1: Grande Prêmio da Hungria de 2006 — Primeira Vitória de Jenson Button (ITV)
  - The Boat Race (ITV)
  - Cricket on Five (Five)
  - Jogos Olímpicos de Inverno de 2006 (BBC Two)
- Melhor Interatividade
  - Terry Pratchett's Hogfather (Sky One) 
  - Dispatches - War Torn: Stories of Separation (Channel 4)
  - Meltdown and the Big Climate Experiment (BBC Four)
  - The Secret Policeman's Ball (Channel 4)
- Melhor Programa Internacional
  - Entourage: Fama e Amizade (ITV2) 
  - Dr. House (Five)
  - Lost (Sky One)
  - My Name Is Earl (Channel 4)
- Prêmio da Audiência
  - Life on Mars (BBC One)
  - The Royle Family: Queen of Sheba (BBC One)
  - Dragons' Den (BBC Two)
  - The Vicar of Dibley Christmas Special (BBC One)
  - Planet Earth (BBC One)
  - Celebrity Big Brother (Channel 4)
- Prêmio Especial
  - Vencedor: Andy Harries
- BAFTA Fellowship
  - Vencedor: Richard Curtis